# Aeroporto de Aachen-Merzbrück
O Aeroporto de Aachen-Merzbrück, (IATA: AAH; ICAO: EDKA; em alemão: Flugplatz Merzbrück) é um aeródromo localizado na cidade de Aachen, na Alemanha. Ele atende, principalmente, à aviação geral, possuindo grande frota de planadores.